# ناغان
ناغان (بالفارسية: ناغان) هي مدينة تقع في إيران في Naghan District. يقدر عدد سكانها بـ 4,928 نسمة .